# Ida Siekmann

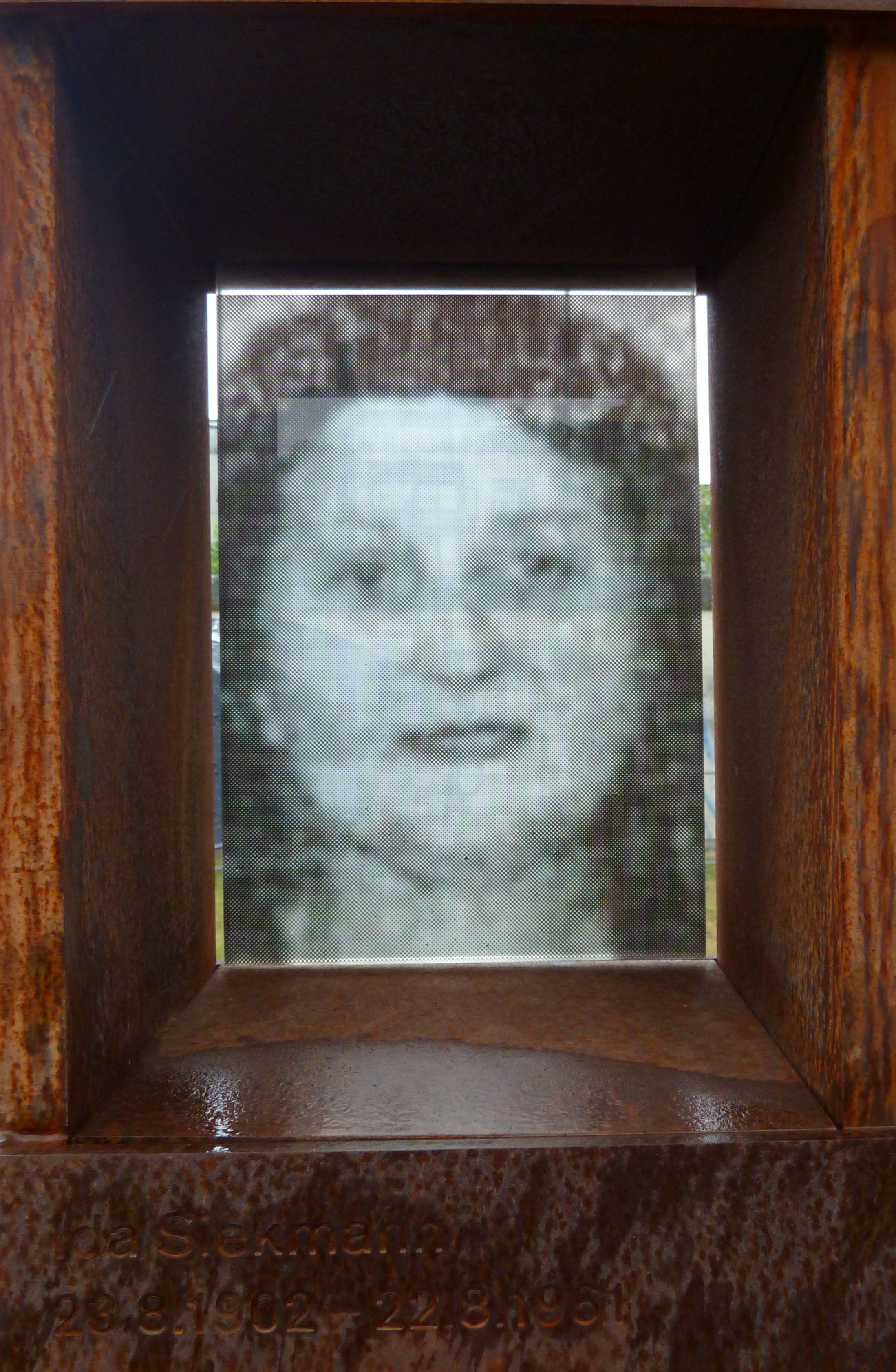
Ida Siekmann im Fenster des Gedenkens der Gedenkstätte Berliner Mauer

Ida Siekmann (* 23. August 1902 in Gorken, Westpreußen; † 22. August 1961 in Berlin) war das erste Todesopfer an der Berliner Mauer. Neun Tage nach der Abriegelung der Sektorengrenze verunglückte sie bei ihrer Flucht aus der DDR tödlich.

## Leben

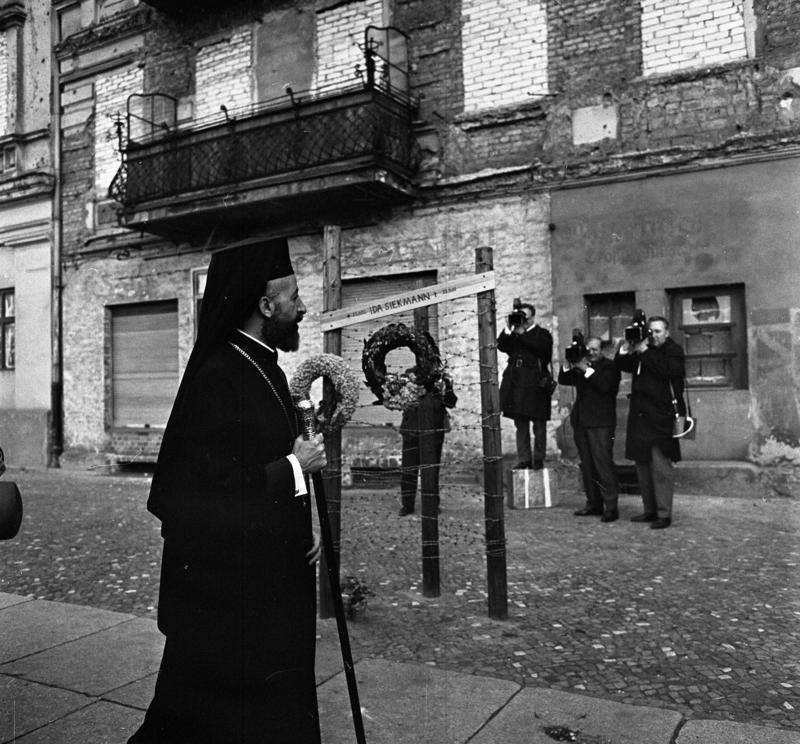
Der zyprische Präsident Makarios vor dem Mahnmal für Ida Siekmann am 23. Mai 1962

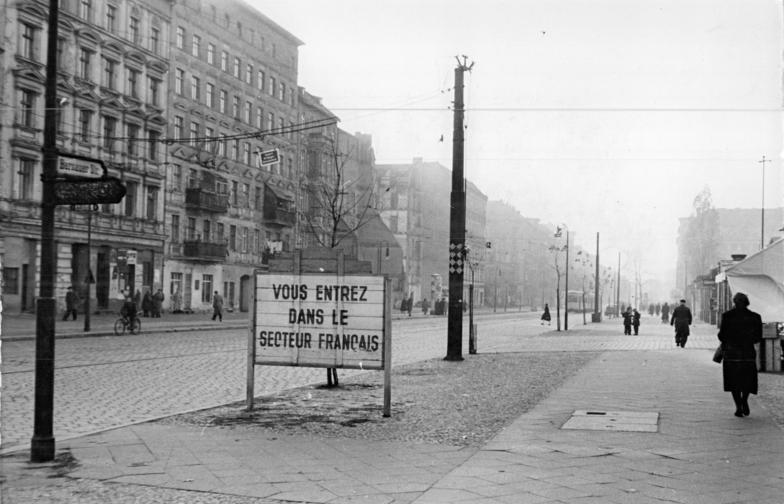
Bernauer Straße im Jahr 1955. Auf der Wikimedia-Commons-Seite werden die Haustür der Nr. 48 und das Fenster im dritten Stock, aus dem Siekmann sprang, hervorgehoben

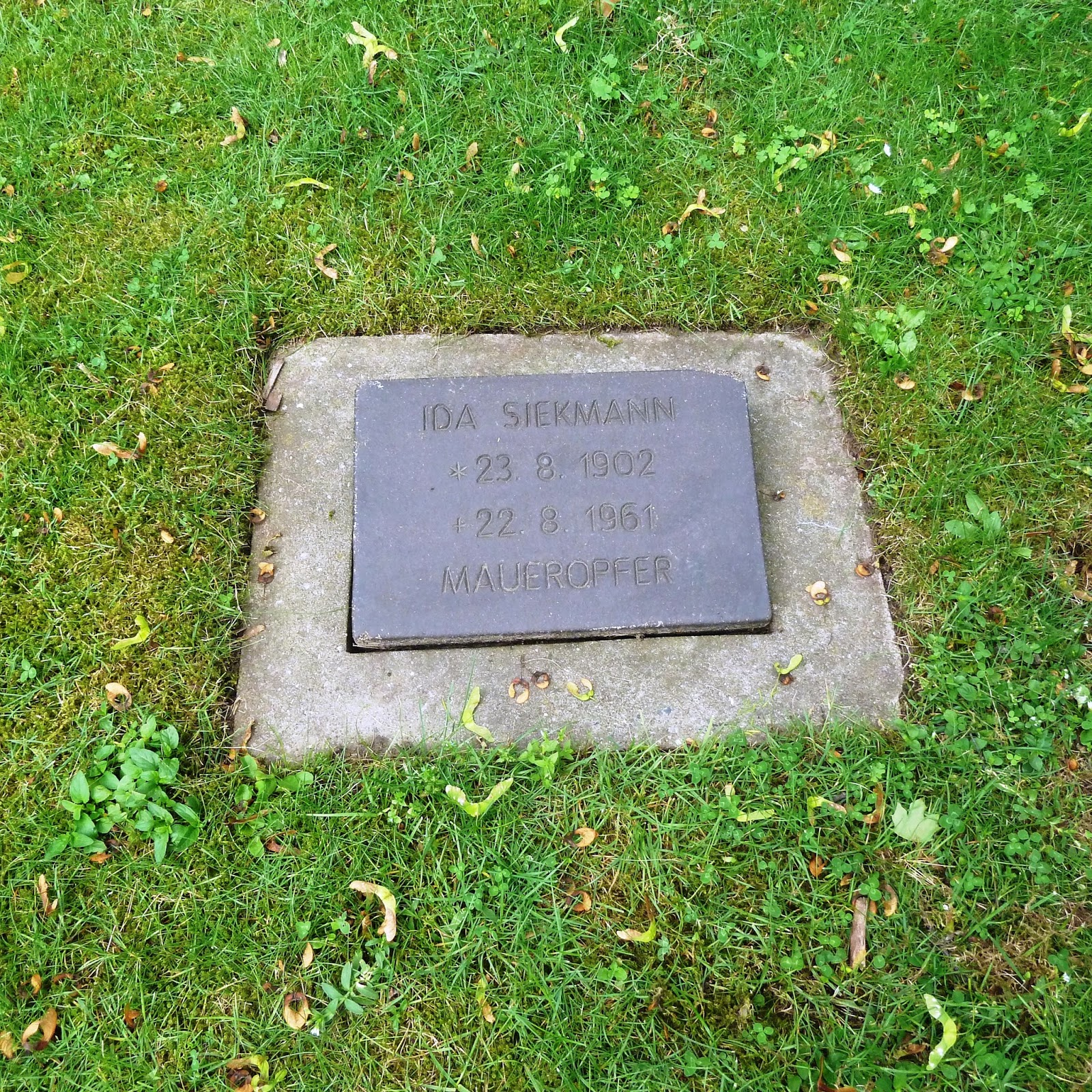
Grab von Ida Siekmann, Urnenfriedhof Seestraße, Berlin-Wedding (2011)

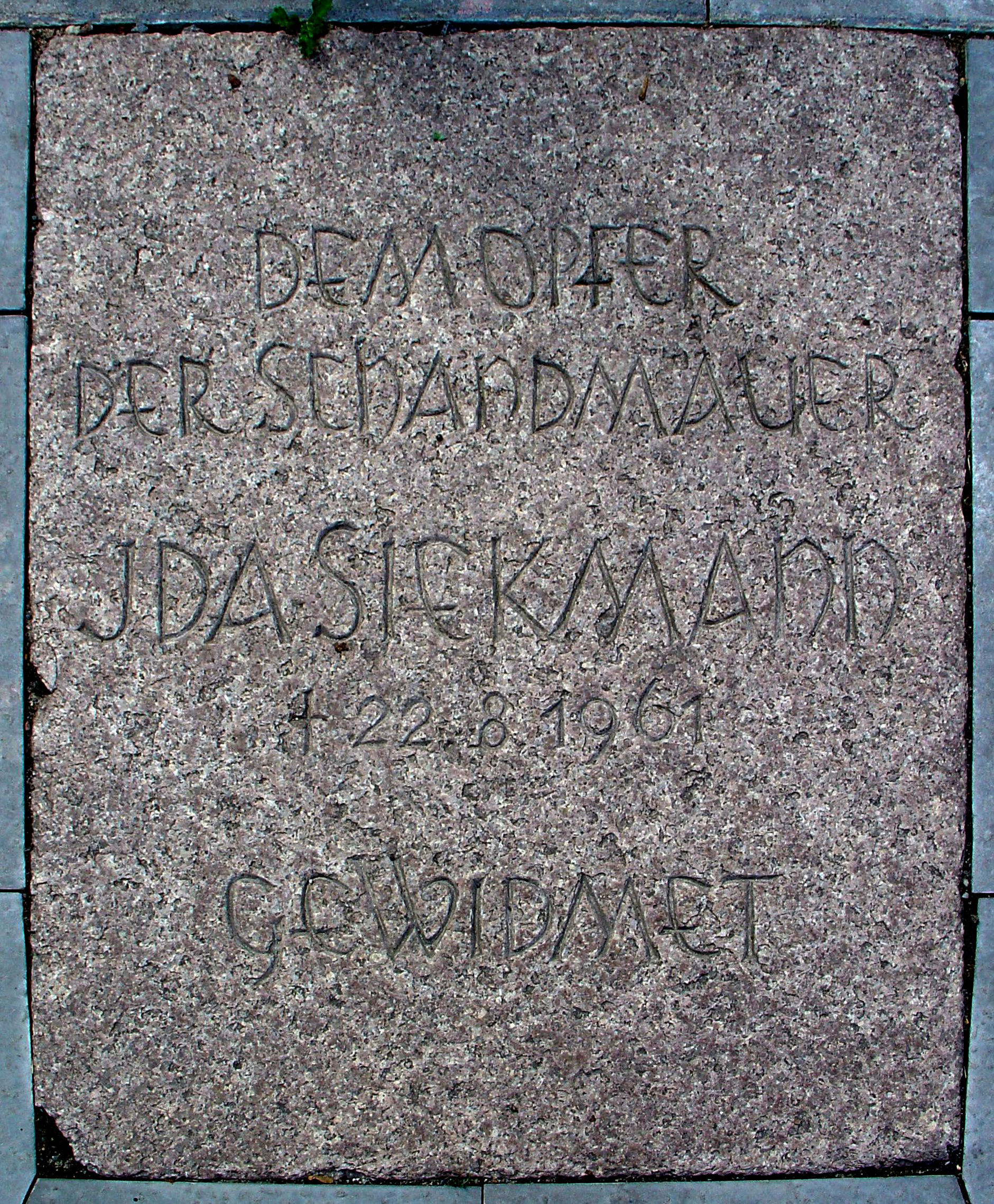
Gedenktafel in der Bernauer Straße: „Dem Opfer der Schandmauer Ida Siekmann; † 22.8.1961, gewidmet“

Ida Siekmann wurde im Gutsbezirk Gorken im Kreis Marienwerder geboren. Im Jahr 1961 lebte sie in der Bernauer Straße 48 im Ost-Berliner Stadtbezirk Berlin-Mitte, arbeitete als Krankenschwester und war verwitwet. Sie hatte eine Schwester, Martha L., die nur wenige Häuserblocks entfernt in der Lortzingstraße im West-Berliner Bezirk Wedding wohnte. Die Gebäude auf der südlichen Seite der Bernauer Straße gehörten seit 1945 zum sowjetischen Sektor, während die nördliche Bebauung und die volle Breite der Straße zum französischen Sektor gehörten. Wer auf der Ost-Berliner Seite einen Schritt aus dem Haus machte, befand sich in West-Berlin. Mit der Abriegelung der Sektorengrenze verschloss die Grenzpolizei die Ost-Berliner Haustüren und kontrollierte regelmäßig die Bewohner. Ab dem 18. August wurden neue Hauszugänge durch die Anlage von Wegen über Hinterhöfe geschaffen und zugleich die Haustüren verbarrikadiert.
Am 21. August war Siekmanns Wohnhaus an die Reihe gekommen. Am Morgen des 22. August 1961 warf sie Federbetten und Ähnliches aus einem ihrer Fenster im dritten Stock auf den zu West-Berlin gehörenden Bürgersteig (52° 32′ 24,8″ N, 13° 24′ 10,56″ O). Damit wollte sie ihren Fall abfangen. Wenig später sprang Siekmann aus dem Fenster, noch bevor die Westberliner Feuerwehr ein Sprungtuch bringen konnte. Beim Aufprall verletzte sie sich so schwer, dass sie auf dem Weg ins nahe Lazarus-Krankenhaus starb.
Die Presse in West-Berlin berichtete ausführlich über den ersten Todesfall nach dem Mauerbau. Er löste Wut und Abscheu in der Bevölkerung aus. Siekmann wurde im Krematorium Wedding eingeäschert und auf dem Urnenfriedhof Seestraße am 29. August 1961 beigesetzt. Auf dem Friedhof nahmen unter den zahlreichen Trauernden auch West-Berliner Politiker teil. Siekmanns Sarg war mit Blumen in den Farben Berlins geschmückt.
Der Bezirk Wedding richtete an der Unglücksstelle ein Mahnmal ein, das später durch eine Gedenktafel ersetzt wurde. Am 23. August 1962 legten Robert F. Kennedy und Willy Brandt dort einen Kranz nieder. Am Gedenkstein für Opfer der Berliner Mauer wird ebenso an Siekmann erinnert wie mit einem Foto im „Fenster des Gedenkens“ der Gedenkstätte Berliner Mauer. In Münster trägt seit 2010 der Ida-Siekmann-Weg ihren Namen.